# Лосицкий, Юрий Георгиевич
Ю́рий Гео́ргиевич Лоси́цкий — заслуженный архитектор Украины, член-корреспондент Академии архитектуры Украины, член Национальной комиссии Украины по делам ЮНЕСКО, член ИКОМОС.

## Проекты

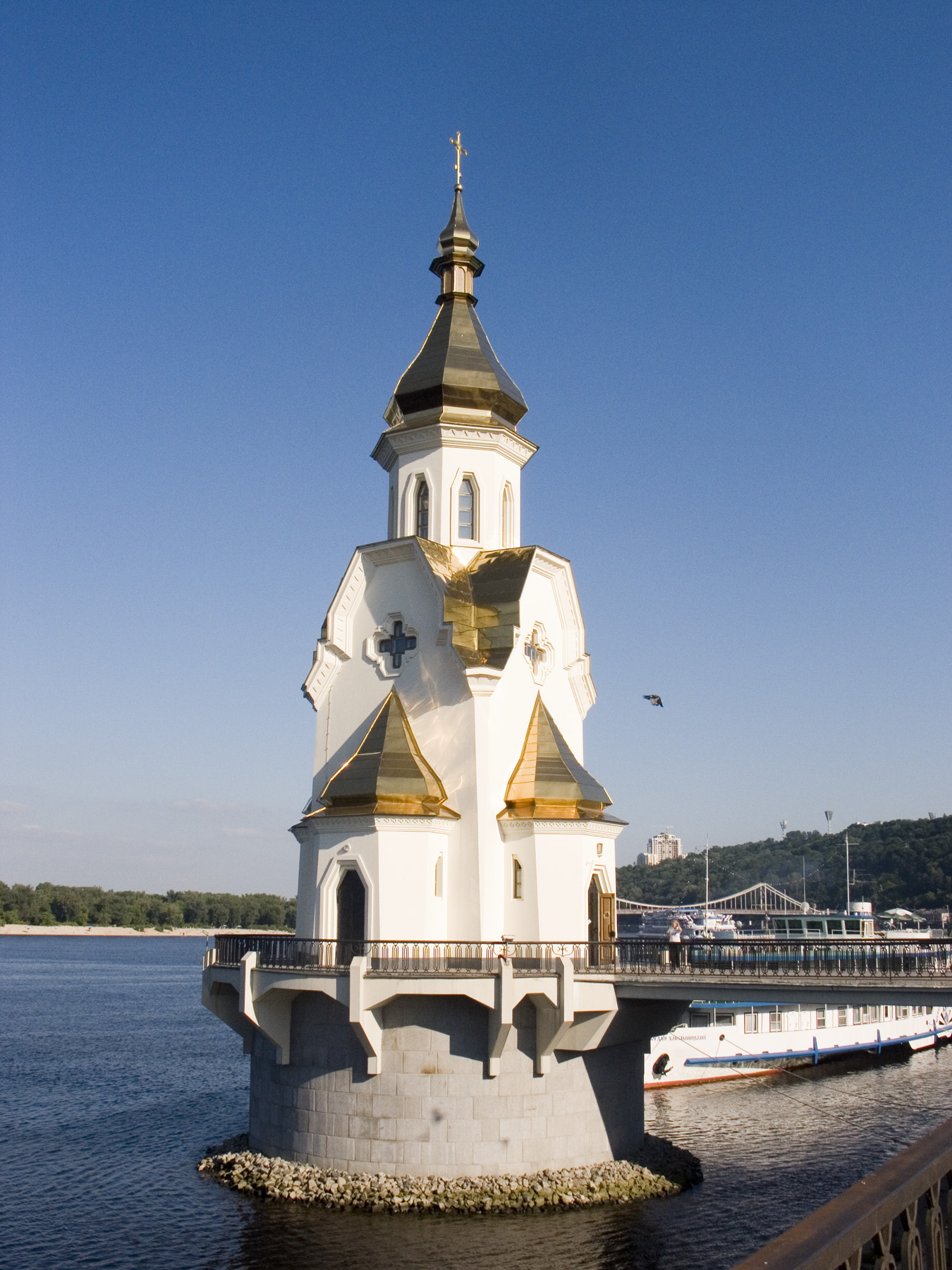
Церковь Святителя Николая на воде

- Жилой 25 этажный дом на углу ул. Новомостицкой и Н.Ужвий
- Музей «Духовные сокровища Украини»
- Реконструкция с надстройкой Дома по ул. Владимирской № 4,
- Реконструкция с надстройкой Дома по ул. Владимирской № 47,
- Реконструкция с надстройкой Дома по ул. Владимирской№ 49-б
- Дом по Набережно-хрещатицкой, 29
- Дом на Андреевском спуске № 28
- Воссоздание Михайловского Златоверхого собора и колокольни
- Церковь Святителя Николая на воде
- Церковь Андрея в г. Вышгороде
- Церковь в г. Вознесенск
- Памятник Княгине Ольге на Михайловской площади
- Памятник Шолом Алейхему
- Благоустройство Контрактовой площади
- Памятник Защитникам границ Украины на Золотоворотской улице (напротив дома арх. И. Каракиса)
- Надгробие на могиле Патриарха Владимира около Софийской колокольни
- Памятник гусарам Киевского полка в Севастополе[1]
- Реставрация Храма Двенадцати Апостолов в Балаклаве[2]